# 六一詩話
六一诗话，中国宋代诗论著作，北宋欧阳修撰。一卷，共二十八则。
本书原初之名《诗话》，后人为便于区别，因作者号“六一居士”改称《欧公诗话》、《六一居士诗话》、《欧阳永叔诗话》及《欧阳文忠公诗话》，通称“六一诗话”。熙宁四年（1071年）欧阳修晚年致仕后，“退居汝阴而集以资闲谈”的随笔式著作。《六一诗话》是中国第一部以诗话命名的著作。
六一居士作诗，盖欲自出胸臆，不肯蹈袭前人。内容多评论北宋诗人的作品，也涉及唐诗。以诗话名书，此为首例，后人仿之，遂开诗话一体。有《历代诗话》本。此书反映了作者在诗文革新运动中的观点和立场，对研究唐诗亦有意义，《欧阳文忠公全集》已著录。1962年5月人民文学出版社据《四部丛刊·欧阳文忠公全集》本，由郑文校点印行，与《白石诗说》、《滹南诗话》合刊。